# Vodafone 903SH
Vodafone 903SH是日本Vodefone JP（現為軟銀）發售的3G手提電話，支援Vodefone JP（現為軟銀）3G網絡服務。Vodafone 903SH於2005年8月12日開始在日本發售，並且擁有當時屬最高階規的320萬像素CCD鏡頭，由SHARP製造。
香港版本由Smartone-Vodafone於2005年9月獨家發售，型號為SX833，當時售價為港幣5680。台灣方面則由夏普與遠傳電信合作推出，型號為WX-T91，售價為台幣14699。

## 手機規格
- 大小：闊約50×長約109×高約29mm
- 重量：148克（連電池）
- 顏色：黑色、紅色、白色
- 支援網絡：W-CDMA、GSM（900/1800/1900）
- 通話時間：W-CDMA：150分鐘；GSM；240分鐘
- 待機時間：W-CDMA：300小時：GSM：290小時
- 顯示屏幕：2.4吋QVGA液晶顯示、26萬色、160度可視角度
- 鏡頭：320萬像素CCD、2倍光學變焦鏡頭、自動對焦、影片拍攝
- 副鏡頭：11萬像素CMOS
- 連接性：藍芽、紅外線傳輸、支援miniSD（最大1GB）
- 多媒體：MP3、AAC、AAC+、MPEG4、Macromedia Flash、JAVA
- 內置記憶體：8MB
- 其他功能：128和弦鈴聲、QR code條碼辨識功能、語音記事、免持擴音功能、匯率換算、電話薄等

## 外部連結
- 夏普官方網頁介紹903SH（日語） （页面存档备份，存于）
- 法林岳之評Vodafone 903SH（日語） （页面存档备份，存于）
- Vodafone 903SH之中文介紹 (香港) （页面存档备份，存于）
- Vodafone 903SH之中文介紹 (台灣)
- 香港Smatone-Vodafone網頁 （页面存档备份，存于）
- 台灣遠傳電訊 （页面存档备份，存于）